# Hovmantorp Station
Hovmantorp Station er en jernbanestation i Hovmantorp
fra Hovmantorp Station kører der Øresundstog mod Kalmar og Helsingør og Regionaltog mod Göteborg

56°47′10″N 15°08′26″Ø / 56.78604°N 15.14053°Ø
| Jernbane | Spire Denne jernbaneartikel er en spire som bør udbygges. Du er velkommen til at hjælpe Wikipedia ved at udvide den. |